# Redingsdorfer See
Der Redingsdorfer See liegt nördlich von Bujendorf im Kreis Ostholstein in Schleswig-Holstein.
Er liegt in der Holsteinischen Schweiz, umgeben von einer hügeligen Moränenlandschaft.
Der See hat eine runde Grundform mit einer großen Bucht im Südosten bei einer maximalen Länge von ca. 600 m (in NW/SO-Richtung). Er hat eine Größe von ca. 13 ha und ist mit einer Tiefe von meist deutlich weniger als ein Meter sehr flach und daher von Verlandung bedroht.
Um 1938 wurde der Wasserspiegel des Sees abgesenkt, wodurch sich seine Fläche und seine Tiefe reduzierte. 1988 wurde der See saniert – u. a. durch das Ausbaggern von Schlamm. Nach Abschluss der Sanierungsarbeiten hat der Redingsdorfer See eine Tiefe von zwei Metern.
Der Redingsdorfer See entwässert über den Steinbach in das Neustädter Binnenwasser.